# Krajná Bystrá
Krajná Bystrá es un municipio del distrito de Svidník en la región de Prešov, Eslovaquia, con una población estimada a final del año 2024 de 502 habitantes.
Se encuentra ubicado en el centro-norte de la región, cerca del río Ondava (cuenca hidrográfica del río Tisza) y de la frontera con  Polonia.

## Demografía
| Año        | 1994 | 2004     | 2014     | 2024     |
| ---------- | ---- | -------- | -------- | -------- |
| Población  | 301  | 335      | 419      | 502      |
| Diferencia |      | +11,29 % | +25,07 % | +19,80 % |

| Año        | 2023 | 2024    |
| ---------- | ---- | ------- |
| Población  | 495  | 502     |
| Diferencia |      | +1,41 % |